# دوتو (تیران و کرون)
دوتو (تیران و کرون)، روستایی از توابع بخش کرون شهرستان تیران و کرون در استان اصفهان ایران است.

## معرفی
روستای دوتو در غرب استان اصفهان از توابع شهرستان تیران و کرون و در ۸۰ کیلومتری کلانشهر اصفهان است. جمعیت روستا بالغ بر ۷۰۰ نفر و عمده فعالیت مردم روستا دامپروری، کشاورزی است. جوانان روستا عمدتاً در صنایع آلومینیوم و آهن مشغول ساخت درب و پنجره و ساخت سوله هستند
این روستا در حوزه گردشگری نیز فعال بوده و در طول سال پذیرای حداقل ۳۰ هزار نفر بوده، گردشگرانی که در بهار و تابستان به بهانه گیاه کنگر و طبیعتی زیبا و سرسبز و در زمستان به خاطر دشت‌ها و کوهستان‌های پر برف مهمان این روستا هستند. این روستا همچنین در زمینه مهاجرپذیری فعال بوده و از شهرستان‌های اطراف مثل نجف آباد، اصفهان و خمینی شهر وارد این روستا شده‌اند. امکانات عمومی این روستا خانه بهداشت و مدرسه مقطع دبستان می‌باشد.

## موقعیت جغرافیایی
روستای دوتو در غرب شهرستان تیران و کرون قرار دارد و موقعیت این روستا در دهانه و ورودی کوه‌های دالانکوه می‌باشد که از شمال به چشمه مرغاب و روستای قلعه ناظر از غرب به رشته کوه دالانکوه از جنوب به شهرستان چادگان و از شرق به روستای چشمه احمد رضا منتهی می‌شود.

## آب و هوا
به‌طور میانگین بارش سالیانه روستای دوتو ۲۳٠ میلی‌متر می‌باشد که این روستا بخاطر موقعیت ویژه و همچنین نزدیکی به رشته کوه برف گیر دالانکوه دارای اب و هوای بی نظیری می‌باشد که همه سالانه پذیرایی گردشگران زیادی می‌باشد و وجود مراتع سرسبز دالانکوه که در اطراف این روستا قرار دارند جلوه ای خاص به این روستا داده‌است ـ این روستا در پاییز و زمستان دارای اب و هوای سرد و برفی و در بهار و تابستان دارای هوای خنگ و معتدل می‌باشد.

## کشاورزی
از محصولات کشاورزی این روستا می توان به موسیر گندم و جو و محصولات باغی نظیر گردو و بادام اشاره کرد.